# Grégoire Leisen
Grégoire Leisen (* 15. Juli 1916 in Bettendorf; † 28. Oktober 1993 in Messancy) war ein luxemburgischer Radrennfahrer.

## Sportliche Laufbahn
Leisen war im Straßenradsport aktiv. Er startete in der Tour de France 1939 in der Nationalmannschaft Luxemburgs, schied aber bereits auf der 2. Etappe aus. 1939 hatte er einen Vertrag als Unabhängiger mit dem französischen Radsportteam Alcyon. 1939 wurde er Zweiter der nationalen Meisterschaft im Straßenrennen der Unabhängigen hinter Jacques Majerus.